# 平塚市立山下小学校
平塚市立山下小学校（ひらつかしりつ やましたしょうがっこう）は、神奈川県平塚市山下3丁目にある公立小学校。

## 沿革
- 1982年（昭和57年） - 管理・普通教室・特別教室棟校舎と給食調理室（本館）を落成[4]。
- 1983年（昭和58年）
  - 時期不明 - 体育館を落成[4]。
  - 4月1日 - 開校[1][4]。
- 1999年（平成11年）11月 - 児童用パソコンを設置[5]。
- 2000年（平成12年）6月 - インターネット環境を整備[5]。
- 2009年（平成21年）5月 - 地上デジタル放送対応テレビLAN回線を導入[5]。
- 2016年（平成28年）度　- 体育館の耐震補強工事を実施[1]。
- 2021年（令和3年）3月 - GIGAスクール構想により、児童1人1台のタブレット端末と高速・大容量の通信ネットワークを整備[5]。

## 通学区域と進学先中学校
出典

### 通学区域
特記無き地区は全域
- 山下1丁目
- 山下2丁目
- 山下3丁目
- 万田3丁目（4番1号～4番10号）
- 大字高根
- 高根1丁目
- 高根2丁目
- 高根3丁目（1番～12番・14番2号～14番6号・15番3号～15番6号・16番1号～16番7号）
- 徳延（572番2号・573番（2号・6号）・574番（1号・8号）・575番（1号・6号）・576番（1号・4号・5号）・577番3号・578番1号・579～597番・600～709番・711番・712番・721～751番・758～764番）

### 進学先の中学校
公立中学校に進む場合。
- 平塚市立山城中学校（平塚市高村）

## アクセス
- 神奈川中央交通「平29」系統で、「山下団地」停留所下車後、徒歩約170m・約3分。

## 周辺
- 平塚山下郵便局 - 平塚市道をはさんで、敷地が隣接。
- 平塚市立山下東公園 - 平塚市道をはさんで、敷地が隣接。
- 平塚若宮ハイツ分譲共同住宅 - 8号棟と11号棟は、平塚市道をはさんで、敷地が隣接。
- 平塚市立西図書館
- 平塚市立山下公園
- 県営平塚山下団地
- 平塚市山城子どもの家